# Thelyphonus burchardi
Thelyphonus burchardi är en spindeldjursart som beskrevs av Kraepelin 1911. Thelyphonus burchardi ingår i släktet Thelyphonus och familjen Thelyphonidae. Inga underarter finns listade i Catalogue of Life.